# 日本高周波鋼業
日本高周波鋼業株式会社（にっぽんこうしゅうはこうぎょう、Nippon Koshuha Steel Co.,Ltd.）は、特殊鋼老舗メーカー。

## 沿革
- 1936年（昭和11年）1月 - 前身となる「日本高周波重工業株式会社」設立。本社は朝鮮京城府。工具鋼製造に関し日立金属安来工場および冶金研究所に次ぐ歴史がある。
  - 戦前の事業内容、沿革は主力事業所であった日本高周波重工業城津製鉄所の記事に詳しい。
- 1950年（昭和25年）5月 - 日本高周波重工業株式会社の内地資産を継承し、新たに「日本高周波鋼業株式会社」発足。
- 1951年（昭和26年）3月 - 日本砂鉄鋼業株式会社から、八戸工場を買収。
- 1952年（昭和27年）2月 - 東証、大証取引所に上場。
- 1957年（昭和32年）6月 - 本社を北品川から大手町サンケイビル別館へ移す
- 1981年（昭和56年）5月 - 八戸工場を分離し、鋳物生産専門の「高周波鋳造株式会社」を発足。
- 1996年（平成8年）1月 - 富山製造所にてISO9002を取得。
- 1999年（平成11年）9月 - 本社を千代田区大手町から中央区日本橋へ移す。
- 2001年（平成13年）
  - 6月 - 市川工場を分離し、金型・工具生産・販売の「高周波精密株式会社」を発足。
  - 7月 - 本社を中央区日本橋から千代田区岩本町へ移す。
- 2008年（平成20年）
  - 8月 - 株式会社カムス中部テクノセンター表面処理工場完成。
  - 9月24日 - 富山製造所にて、2003年4月から5年間にわたり、鋼材206トンについてJISによる強度試験をせず、データをねつ造していたことが発覚。JIS表示認定を取り消し[2][3]。
- 2009年（平成21年）12月 - 富山製造所、分塊加熱炉をロータリー式からバッチ式に更新。
- 2026年（令和8年）
  - 1月 - 上場廃止（予定）[4]
  - 2月 - 簡易株式交換により株式会社神戸製鋼所に完全子会社化されたのち、大同特殊鋼株式会社に全株式が譲渡され、同社の完全子会社となる（予定）[4]。

## 製品
- 工具鋼
- 特殊合金製品
- ステンレス鋼
- 特殊加工品

## 事業所
- 本社 - 東京都千代田区岩本町1-10-5　TMMビル8F
- 大阪支店 - 大阪府大阪市北区浪花町12-24　赤坂天六ビル7階
- 名古屋支店 - 愛知県瀬戸市暁町9（株式会社カムス 中部テクノセンター内）
- 富山製造所 - 富山県射水市八幡町3-10-15

## 関係会社
- 高周波鋳造株式会社 - 青森県八戸市沼館4-7-108
- 高周波精密株式会社 - 千葉県市川市東浜1-1
- 株式会社カムス - 群馬県太田市植木野町328
- エヌケイ精工株式会社 - 富山県射水市八幡町3-10-15　富山製造所内
- 株式会社東北コアセンター - 青森県八戸市沼館4-7-108　高周波鋳造内